# Famille des Chenins
La famille des Chenins est un groupe de cépages de vigne Vitis vinifera. Ces cépages étant d'abord réunis par leurs caractères communs, il a par la suite été prouvé qu'ils avaient un ancêtre commun.

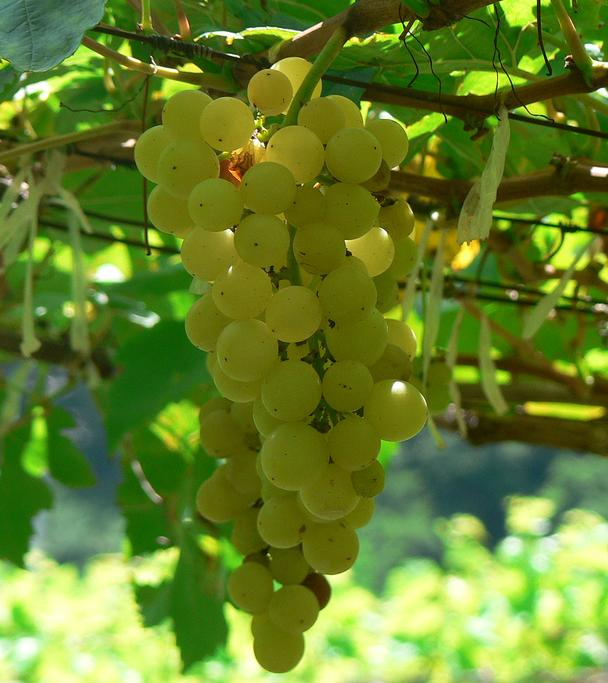
Une grappe de chenin blanc.

## Origine
D'après Guy Lavignac les chenins descendraient de la famille des Folloïdes. Ils constituent cependant une famille à part entière au vu de leurs caractéristiques qui diffèrent un peu de celles des folloïdes.
Cette famille est représentée majoritairement dans le vignoble du Val de Loire. Les cépages de cette famille qui sont cultivés hors de cette région ont été introduits récemment (depuis moins de 150 ans) dans leur terroir d'adoption; cet état de fait prouve bien l'origine de cette famille sur la vallée de la Loire.

## Caractéristiques ampélographiques communes
- Feuilles adultes tri ou quinquelobées, pigmentation anthocyanique des nervures.
- Baies ovoïdes sur grappes longues.

## Cépages de la famille
- Béquignol
- Chenin
- Pineau d'Aunis